# Waren Tay
Waren Tay (1843 – 15 de mayo de 1927) fue un oftalmólogo, dermatólogo y cirujano británico nacido en Yorkshire.

## Biografía
Waren (frecuentemente mal escrito como Warren) Tay en el año 1866 recibió su educación como médico en el Royal College of Surgeons of England, Londres. En 1868, se incorporó como cirujano asistente en el Hospital for Diseases of the Skin, ubicado en Blackfriars, Londres, y mantuvo este cargo hasta 1907.
En 1869, se graduó como cirujano y se volvió un miembro del Royal College of Surgeons. Ese mismo año, Tay se unió al London Hospital como cirujano asistente y oftalmólogo. Durante su tiempo en el London Hospital, Tay trabajó codo a codo con el cirujano Jonathan Hutchinson, su mentor y amigo. Tay, junto a su compañero de trabajo, Edward Nettleship, eran asistentes de Hutchinson en varias instituciones donde él trabajaba, incluyendo el Moorfields Eye Hospital, sucediendo a William Bowman como cirujano jefe en 1882. También comenzó a trabajar en el North-Eastern Hospital for Children (ahora conocido como Queen Elizabeth Hospital for Children), donde fue cirujano general y oftalmólogo. Posteriormente, trabajó con el neurólogo John Hughlings Jackson.
En sus trabajos como dermatólogo, tradujo un volumen del libro sobre enfermedades dermatológicas de Ferdinand von Hebra.

Mancha rojo cereza ubicada en la retina del ojo.

En 1881, describió por primera vez la mancha rojo cereza en la retina del ojo de un infante de un año, un indicativo de la enfermedad de Tay-Sachs (nombrada en honor a Tay y al neurólogo Bernard Sachs, quien, en 1887, definiría de forma independiente el cuadro clínico de la enfermedad).
Tay publicó sus hallazgos en el Volumen I de la Sociedad Oftalmológica, organización de la que fue uno de los miembros fundadores. En este volumen, describió los síntomas del infante que además sufría problemas neurológicos. Más adelante, en la edición del Volumen IV, proporcionó una descripción completa de los síntomas clínicos de la enfermedad y también reportó que otros miembros de la misma familia presentaba esta condición retinal, reconociendo así la heredabilidad.
En 1874, en el Royal London Ophtalmic Hospital, Tay realizó un examen ocular para inspeccionar la parte posterior del ojo de un paciente de Hutchinson. En ese examen, notó la presencia de pequeños puntos blancos o amarillos en la coroides, alrededor de la mácula del ojo. Estos puntos son manifestaciones de la degeneración macular asociada a la edad.
Tay reportó de esta anomalía a Jonathan Hutchinson, que reconoció el hallazgo y en 1875, Hutchinson publicó un artículo sobre el tema y se refirió a la anomalía como la «coroiditis de Tay». El nombre persistió hasta el siglo XX, donde se nombró con mayor frecuencia como «enfermedad de Hutchinson» o «enfermedad de Hutchinson-Tay».
Tay padecía de glaucoma crónico y estaba casi ciego de un ojo. Era un senderista y ciclista, montaba un triciclo y sus amigos lo describían como «una enciclopedia andante de la medicina». Permaneció soltero hasta su fallecimiento en Croydon.

## Publicaciones
1866-80: “Translation of Hebra and Kaposi’s On Diseases of the Skin: the Exanthemata”, vols iii-v, 8vo, London (New Sydenham Society).
1866-8: “Statistical Reports on Year’s Mortality” (with JONATHAN HUTCHINSON), Lond Hosp Rep, iii-iv.
1870: “Remarks on Case of Tetanus treated with Hydrate of Chloral.” - Brit Med Jour, i, 329.
1871: “Case of Acute Tuberculosis following on Disease of the Hip.” - Brit Med Jour, i, 222.
1880-1: “Changes in the Region of the Yellow Spot in Each Eye of an Infant.” - Trans Ophthalmol Soc, i, 55.
1881-2: “Two Cases of Optic Neuritis without Impairment of Vision, after Injury to the Head.” - Trans Ophthalmol Soc, ii, 66.
1884: “Changes in the Region of the Yellow Spot in Each Eye of an Infant.” - Trans Ophthalmol Soc, iv, 158.
1892: “Changes in the Region of the Yellow Spot in Each Eye of an Infant.” - Trans Ophthalmol Soc, xii, 125.